# 巴黎管弦乐团
巴黎管弦乐团（法語：Orchestre de Paris）成立于1967年，是世界著名管弦乐团之一。
巴黎管弦乐团成立于1967年，前身为“巴黎音乐院管弦乐团”，由时任文化部长安德烈·马尔罗和乐团音乐总监马塞尔·兰多夫斯基委派指挥家查理·明希创建。1976年，巴伦博伊姆执掌乐团期间创建了巴黎管弦乐团附属合唱团，从此乐团和合唱团常常合作演出。1994年至1996年间乐团曾使用过巴黎沙特雷剧院作为演出地，现今乐团有常任团员119名，自2015起驻地于巴黎爱乐厅。
巴黎管弦乐团致力于现当代音乐和歌剧，常年在法国和欧洲各地、美国以及拉丁美洲巡回演出，世界各地著名音乐节上也常有他们的身影。2004年，巴黎管弦乐团曾在中法文化年活动中由指挥埃申巴赫带领在中国成功首演。

## 历任指挥
- 克劳斯·梅凯莱（2020年－）
- 丹尼尔·哈丁（2016年－2019年）
- 帕沃·耶尔维（2010－2016年）
- 克里斯托弗·埃申巴赫（2000－2010年）
- 克里斯托夫·冯·多赫南伊（1998－2000年）（音乐顾问）
- 谢苗·贝奇科夫（1989－1998年）
- 丹尼尔·巴伦博伊姆（1975－1989年）
- 乔治·索尔蒂（1972－1975年）
- 赫伯特·冯·卡拉扬（1969－1971年）（艺术顾问）
- 查理·明希（1967－1968年）